# Seznam krajev Unescove svetovne dediščine v Južni Afriki
Kulturno dediščino sestavljajo spomeniki (kot so arhitekturna dela, monumentalne skulpture ali napisi), skupine zgradb in najdišča (vključno z arheološkimi najdišči). Naravne značilnosti (ki jih sestavljajo fizične in biološke tvorbe), geološke in fiziografske tvorbe (vključno s habitati ogroženih vrst živali in rastlin) ter naravna območja, ki so pomembna z vidika znanosti, ohranjanja ali naravne lepote, so opredeljena kot naravna dediščina.
Južna Afrika je konvencijo sprejela 10. julija 1997. V Južni Afriki je dvanajst območij svetovne dediščine.
Prva tri mesta v Južni Afriki so bila dodana na seznam leta 1999, medtem ko so bili najnovejši, območja zapuščine Nelsona Mandele in mesta pleistocenske okupacije Južne Afrike, dodani leta 2024. Sedem mest je navedenih zaradi njihovega kulturnega pomena, štiri zaradi naravnega, eno območje, park Maloti-Drakensberg, pa je navedeno za oba. To območje je transnacionalno, saj si ga deli z Lesotom. Južna Afrika je bila trikrat članica Odbora za svetovno dediščino: 1999–2005, 2009–2013 in 2019–2023.

## World Heritage Sites
Unesco navaja območja po desetih merilih; vsaka prijava mora izpolnjevati vsaj enega od kriterijev. Kriteriji od i do vi so kulturni, od vii do x pa naravni.[4]
| Ime                                                                              | Slika                                                                            | Lokacija (provinca)                                            | Leto vpisa | UNESCO data                        | Opis |
| -------------------------------------------------------------------------------- | -------------------------------------------------------------------------------- | -------------------------------------------------------------- | ---------- | ---------------------------------- | --- |
| Fosilna najdišča hominidov v Južni Afriki                                        | Skull of a 2.1 million years old Australopithecus africanus                      | Severozahodna provinca, Limpopo, Gauteng                       | 1999, 2005 | 915bis; iii, vi (kulturno)         | To območje obsega jame in druge lokacije, kjer so bili odkriti ostanki Australopithecus africanus, starega do 3,5 milijona let, in Paranthropus, starega do 4,5 milijona let, kar zagotavlja ključen vpogled v človeško evolucijo. Najdišča Sterkfontein (lobanja A. africanus, znana kot gospa Ples, na sliki), Swartkrans in Kromdraai, skupaj imenovana zibelka človeštva, so bila uvrščena na seznam leta 1999. Dolina Makapan in Taung, kjer je bil najden otrok Taung, sta bila dodana leta 2005.                                                                        |
| Otok Robben                                                                      | Prison building and a sign saying Maximum Security Prison                        | Zahodna Kaplandija                                             | 1999       | 916; iii, iv (kulturno)            | Otok Robben, majhen otok ob obali pri Cape Townu, je bil v različnih obdobjih med 17. in 20. stoletjem uporabljen kot bolnišnica, zapor in vojaška baza. V 19. stoletju so ga uporabljali kot kolonijo gobavcev in kot strogo varovan zapor za politične zapornike v času apartheida, zlasti po 1960-ih. Tu je bil 18 let zaprt Nelson Mandela, aktivist proti apartheidu, ki je kasneje postal predsednik države. Danes otok simbolizira zmago človeškega duha in demokracije nad zatiranjem in rasizmom.                                                                     |
| Park mokrišč iSimangaliso                                                        | A lake with a shore house and some birds                                         | KwaZulu-Natal                                                  | 1999       | 914; vii, ix, x (naravno)          | Park, ki leži na stičišču med tropsko in subtropsko Afriko, predstavlja mozaik različnih tipov habitatov, vključno z mokrišči, peščenimi sipinami, plažami, jezeri (na sliki jezero St. Lucia) in koralnimi grebeni. Območje je bogato z biotsko raznovrstnostjo, z velikimi kolonijami gnezdečih vodnih ptic, morskimi želvami, ki gnezdijo na plažah, ter kiti in delfini, ki živijo v morju. |
| Park Maloti-Drakensberg *                                                        | Rock formations on the top of a hill, lush green vegetation                      | KwaZulu-Natal                                                  | 2000, 2013 | 985; i, iii, vii, x (mešano)       | Območje obsega park uKhahlamba-Drakensberg (na sliki), prvotno neodvisno uvrščen na seznam leta 2000, in narodni park Sehlabathebe v Lesotu, ki je bil dodan leta 2013. Območje je znano po svoji slikoviti lepoti z bazaltnimi skalnimi formacijami, rečnimi soteskami in travišči. Je bogato z biotsko raznovrstnostjo, predvsem s številnimi rastlinskimi in ptičjimi vrstami. Ljudstvo Sani, ki je na tem območju živelo več kot štiri tisočletja, je ustvarilo skalne slike ljudi in živali. V parku je okoli 690 lokacij s skalno umetnostjo.                            |
| Kulturna krajina Mapungubwe                                                      | A hill in a dry area with sparse trees                                           | Limpopo                                                        | 2003, 2014 | 1099bis; ii, iii, iv, v (kulturno) | Kraljestvo Mapungubwe je bilo prvo veliko kraljestvo v južni Afriki, ki je obstajalo približno med letoma 900 in 1300. Ležalo je v odprti savani ob sotočju rek Limpopo in Shashe. Trgovali so z Indijo in Kitajsko ter proizvajali zlato in slonovino. Kraljestvo je propadlo zaradi podnebnih sprememb, saj je zaradi suše območje postalo neprimerno za kmetijstvo. Ohranjeni so ostanki palač in naselbin. Leta 2014 je prišlo do manjše spremembe meje. |
| Kapsko floristično območje                                                       | Different plants representing the Cape flora, including a plant with red flowers | Zahodna Kaplandija, Vzhodna Kaplandija                         | 2004, 2015 | 1007bis; ix, x (naravno)           | Območje obsega vrsto narodnih parkov in zavarovanih območij, ki so dom rastlinam enega od šestih svetovnih cvetličnih kraljestev. Območje je izjemno bogato z biotsko raznovrstnostjo: čeprav pokriva manj kot 0,5 % Afrike, je dom 20 % rastlinskih vrst celine. Vegetacija drobnolistnega grmišča fynbos je prilagojena sredozemskemu podnebju v regiji in občasnim požarom. Številne rastline so odvisne od opraševanja in razširjanja semen s strani žuželk, ptic in sesalcev. Več rastlinskih vrst je varstvenih. Leta 2015 je prišlo do pomembne spremembe meja območja. |
| Krater Vredefort                                                                 | Satellite image of the impact structure                                          | Severozahodna provinca, Svobodna država Oranje                 | 2005       | 1162; viii (naravno)               | Krater Vredefort ali Vredefortova kupola (na sliki satelitska slika) je udarna struktura ali astroblema, ki jo je ustvaril meteorit, ki je trčil v Zemljo pred približno 2 milijardama let, pri čemer je sprostil ogromne količine energije in povzročil uničujoče globalne učinke. Je najstarejši in s polmerom 190 km največji udarni krater, doslej odkrit na Zemlji. Čeprav je bila struktura globoko erodirana, je pomembna pri geoloških študijah mest padca meteorita. Razkrite so geološke plasti, ki pokrivajo 3,2 milijarde let.                                     |
| Kulturna in botanična krajina Richtersveld                                       | Two huts in an arid landscape                                                    | Severna Kaplandija                                             | 2007       | 1265; iv, v (kulturno)             | Kulturno krajino Richtersvelda je v obdobju najmanj dveh tisočletij oblikovalo polnomadsko ljudstvo Nama, ki še vedno ohranja življenjski slog, ki je bil v preteklosti veliko bolj razširjen v južni Afriki. Nama izvaja selitveno pašo, pri čemer svoje črede selijo sezonsko. Živijo v prenosnih in snemljivih hišah z mat streho, haru om (primeri na sliki). Imajo obsežno znanje o zdravilnih rastlinah, ki jih nabirajo. |
| ǂKhomani kulturna krajina                                                        | Evening scene in a savanna                                                       | Severna Kaplandija                                             | 2017       | 1545; v, vi (kulturno)             | Kulturno krajino čezmejnega parka Kgalagadi so že od kamene dobe poseljevale skupine lovcev in nabiralcev, danes pa je povezana z nekdanjim nomadskim ljudstvom ǂKhomani in sorodnimi skupinami Grmičarjev. Razvili so življenjski slog, ki jim omogoča, da se znajdejo v surovem okolju puščave Kalahari. Razvili so specifična etnobotanična znanja in danes aktivno varujejo svoje kulturno izročilo. |
| Gore Barberton Makhonjwa                                                         | Satellite image of the area with hills                                           | Mpumalanga                                                     | 2018       | 1575; viii (kulturno)              | Gore (na sliki satelitska slika) vsebujejo nekatere najstarejše geološke strukture na Zemlji. Zaporedje vulkanskih in sedimentnih kamnin, ki se je začelo pred 3,6 milijarde let in je trajalo 340 milijonov let, daje vpogled v čas, ko se je na Zemlji razvilo prvo primitivno enocelično življenje. Kamnine dokumentirajo tokove lave, bombardiranje meteoritov, anoksične oceane in zgodnjo atmosfero planeta. |
| Človekove pravice, osvoboditev in sprava: Mesta zapuščine Nelsona Mandele        | Colonial-era court building with two towers                                      | Gauteng, Vzhodna Kaplandija, KwaZulu-Natal, Zahodna Kaplandija | 2024       | 1676; vi (kulturno)                | To območje obsega 14 mest, povezanih z aktivisti za človekove pravice proti režimu apartheida v Južni Afriki v procesu, ki je sčasoma pripeljal do vzpostavitve večrasne demokracije leta 1994. Med najpomembnejšimi aktivisti so bili Albert Luthuli, Desmond Tutu in Nelson Mandela, ki so bili vsi prejemniki Nobelove nagrade za mir. Na sliki je upodobljena Sodna palača, Pretoria, prizorišče sojenja v Rivoniji, kjer je Mandela leta 1964 imel govor Pripravljen sem umreti.                                                                                          |
| Pojav sodobnega človeškega vedenja: pleistocenska naselitvena mesta Južne Afrike |                                                                                  | KwaZulu-Natal, Zahodna Kaplandija                              | 2024       | 1723; iii, iv, v (kulturno)        | Na podlagi genetskih in fosilnih dokazov so se anatomsko moderni ljudje razvili iz arhaičnih predhodnikov v Afriki pred približno 200.000 leti. To območje obsega tri jame in skalna zavetišča na različnih točkah, ki jih zasedajo družbe kamene dobe. Najdbe, vključno z ostanki majhnih ognjišč, orodja in zgodnje umetnosti, omogočajo vpogled v življenje teh ljudi. Mesta so: Zavetje Diepkloof Rock (na sliki), kompleks Pinnacle Point in jama Sibhudu. |

## Poskusni seznam
Poleg območij, vpisanih na Seznam svetovne dediščine, lahko države članice vodijo seznam začasnih območij, ki jih lahko upoštevajo pri nominaciji. Nominacije za seznam svetovne dediščine so sprejete samo, če je bilo območje predhodno uvrščeno na poskusni seznam. Južna Afrika trenutno nima nobene lokacije na poskusnem seznamu.